# Bart Nevens
Pour les articles homonymes, voir Nevens.
Bart Nevens, né le 4 novembre 1966 à Louvain est un homme politique belge flamand, membre de la N-VA.

## Fonctions politiques
- député au Parlement flamand :
  - depuis le 25 mai 2014
- conseiller communal de Kortenberg (2013-)
  - premier échevin (2013-)